# Vila Bled
Vila Bled, nekdaj protokolarni objekt, danes hotel s 4 zvezdicami v Mlinem na Bledu.

## Schloss Seebach
Knez Ernest Ferdinand Weriand zu/von Windischgrätz, tedaj tudi poslanec v kranjskem deželnem zboru, je na južnem jezerskem bregu v zaselku Mlino od brixenške škofije kupil zemljišče z otoško proštijo, gospodarskim poslopjem, kozolcem in pristanom, da bi po zgledu več uglednih rodbin, ki so počitnikovale na Bledu, tu postavil počitniški dvorec. Poimenovan je po iztoku iz jezera, potoku Jezernici (Seebach). Načrte zanj je izdelal priznani dunajski arhitekt vitez Franz von Neumann mlajši. Dela so trajala 1882-1886. Načrti niso ohranjeni, saj so verjetno zgoreli v družinskem arhivu ob požigu gradu Hošperk, po ohranjenih fotografijah in razglednicah pa je mogoče rekonstruirati podobo dvorca: dvonadstopni dvorec četverokotnega tlorisa s po tremi okni (osrednji s polkrožnim čelom) na nadstropje sredinske fasade so na vogalih krasili izstopajoči oglati stolpiči s po enim oknom (s trikotnim čelom) na nadstropje na dano stran, na jezerskem licu pa rizalit z izstopajočo v dveh nadstropjih obokano loggio in valovito polkupolasto streho; preostala streha je bila strma, pri stolpičih in rizalitu štirikapna, z mansardami okni z visokimi čelnimi zaključki. Najvišja točka dvorca je bilo ostrešje rizalita, ki se je zaključevalo s svetlobnico. Strešino je v spodnji tretjini krasil umetelen vzorec iz svetlejše kritine. Dvorec je bil svetlo rumeno ometan. K posestvu so spadali tudi pristan, drvarnica z ledenico in hlevom, ki jo je zasnoval Francesco Faleschini mlajši, ter kapelica na nabrežju z za tedanjo blejsko arhitekturo značilno leseno vhodno lopo, znotraj pa je bila poslikana s podobami sv. Marije ter svetnikov sv. Blaža, sv. Cirila in sv. Metoda. 
Knez Ernest Ferdinand Weriand Windischgrätz je v dvorcu preživel vsaj mesec na leto, tu pa so počitnikovali tudi preostali družinski člani. Zelo odmeven je bil enotedenski obisk njegovega sina Otta Werianda Huga z ženo, nadvojvodinjo Elizabeto, vnukinjo cesarja Franca Jožefa, takoj po poroki v januarju 1902.

## Dvorec Suvobor
Po koncu prve svetovne vojne si je knez Otto Weriand Hugo Windischgrätz kot upravitelj rodbinskih posesti pri novih oblasteh prizadeval za ohranitev le-teh v družinski lasti. V pričakovanju agrarne reforme bi si lahko izboljšal pogajalski položaj, če bi se odrekel dvorcu: Ivan Hribar je želel dvorec odkupiti in ga v imenu slovenskega naroda podariti kralju Aleksandru Karađorđeviću za poroko (v ta namen je organiziral množično zbiranje denarja za “kronski dar”). A Hribar je bil 1921 imenovan za pokrajinskega namestnika za Slovenijo in politični nasprotniki so v njegovi potezi videli način, da pridobi kraljevo trajno naklonjenost, in so ga obtožili samopromocije in sodelovanja s predstavniki nekdanjih oblasti. Ker so se unitaristični politiki bali, da bi drago darilo lahko pomenilo več samouprave za slovence, posledično pa porast federalističnih zahtev pri hrvatih in negodovanje nad razlikami pri srbih, je kralj s svetovalci sklenil, da dvorec kupi sam, in sicer je 1. avgusta 1922 Aleksander Karađorđević posest kupil za 4 milijone dinarjev (hkrati pa še lovski dvorec v Bohinju od trgovske družine Muhr). Prvič je dvorec sicer obiskal že 9. junija 1922, dan po poroki. Dvorec so v spomin na bitko na Kolubari pod vrhom Suvobor preimenovali v Suvobor (tudi Suhobor).
Leta 1924 so ga prvič preuredili. Drugo nadstropje je bilo namenjeno kralju z družino ter kraljevemu stricu knezu Arsenu, prvo kraljevi sestri princesi Jeleni in princu Pavlu ter visokim gostom, pritličje pa visokim dvorjanom. Tapete, preproge in stilno pohištvo so naročili pri pariški izpostavi angleške družbe Maple & Co., zelo priljubljeni pri tedanji britanski aristokraciji, tkanine pa pri A. H. C. Westermann Söhne v Bielefeldu. Nekaj pohištva je izdelala tudi mizarska delavnika Antona Rojine iz Ljubljane. Leta 1925 so ločeno od dvorca zgradili novo dvorno kuhinjo, 1926 pa uredili novo kopališče, ledenico in drvarnico. Na posestvu je bilo tudi peščeno teniško igrišče. Kraljeva družina je na Bledu in v Bohinju preživljala poletja. Leta 1929 se je na Bledu rodil najmlajši kraljev sin, princ Andrej, ki so ga krstili v kapeli na posestvu. Kraljica Marija je 1930 tu priredila sprejem za romunske avtomobiliste. S svojim bivanjem je družina pritegnila tudi politično življenje - na Bledu so tako sprejeli Blejski sporazum (1938) Male antante o nenapadanju Madžarske ter sporazum Cvetković-Maček (1939) o ustanovitvi Banovine Hrvaške.

## Novi Blejski grad
Ker stari dvorec ni zadostil vseh potreb kraljevega spremstva, ga je kralj 1923 podaril soprogi, sam pa razmišljal o novem dvorcu. Med obiskom češkoslovaškega predsednika Masaryka mu je ta za arhitekta svetoval Jožeta Plečnika, ki si je posestvo ogledal 1922 in 1924 (tedaj temeljito z upravnikom Plemljem in inž. Tavčarjem), 1927 pa je kralj Plečnika povabil v Beograd, da bi se podrobneje dogovorila o načrtih. S kraljem sta se precej razlikovala v okusu, kar naj bi tudi zavleklo načrtovanje. Leta 1933 so bili le gotovi, pri tem sta Plečniku pomagala Vinko Lenarčič in Marjan Tepina. Plečnik si je novi dvorec zamislil na vzpetini kot moderen pendant srednjeveškemu gradu s pogledom na cerkev na otoku, za katero naj bi kralj daroval novo uro po Plečnikovi zamisli. Zaradi strmega terena ga je postavil na tri visoke stebre, povezane z lokom, in ga uredil v več nadstropjih, pri čemer bi bilo najvišje nadstropje namenjeno kraljevi družini in dostopno neposredno z vrta, nižja pa po notranjem stopnišču ali po arkadni panoramski poti. Z deli so začeli leta 1934, a jih je kraljica Marija v 1936 ustavila. Tako so izvedli le dovozno cesto,  panoramsko arkadno pot iz klesanega kamna iz blejskega Mlina ter tri podporne stebre za dvorec, ki jih še niso povezali z loki.

## Novi Suvobor
Kraljica se je odločila za novi dvorec na mestu starega, saj je tega načela vlaga. Porušili so ga 1939. Načrte za novi dvorec je pripravil dvorni arhitekt Rajko Tatić. Izmed več predlogov (obnova po izvirnem načrtu; someren dvonadstropni dvorec s položno streho nad teraso in z značilno italijansko postavitvijo oken (tri nad dva); someren visok trinadstropni meščanski dvorec z rustičnim pritličjem ...) je bil izbran predlog v gorenjskem slogu s tlorisom v obliki serifne črke T s prizidkom, pri čemer ima podolžno krilo pogled na jezero. Tatić si je dvorec zamislil kot prostorno (masivno), a razgibano dvonadstropno arhitekturo z več prevotlitvami, s strmo streho na čop in frčadami, lesenim gankom in balkoni, lesenimi polkni ter kovanimi mrežami v pritličju. Dela so se začela 1939: najprej so preuredili konjušnico za potrebe dvorne garaže za 28 osebnih avtomobilov in namestitev osebja, danes znano kot Pristava. Dvorec so do 1941 zgradili do strehe, ko je dela prekinila II. svetovna vojna.

## Schlosshotel Veldes
Ob nemški zasedbi je Bled postal sedež začasne pokrajinske uprave zasedenih območij Koroške in Kranjske. Tretji rajh je želel dvorec preurediti v oficirski hotel, ki bi ga odprl po koncu vojne, v dvorne garaže pa so namestili enoto psov nemških ovčarjev (Polizei Diensthunde Abteilung Südost). Za končanje del sta bila izbrana beljaška arhitekta Kurt Moritz in Karl Hayek (za pomočnika oz. nadzornika gradnje pa jima je bil dodeljen dotedanji blejski mestni arhitekt, Plečnikov učenec Danilo Fürst). Zasnove stavbe nista bistveno spremenila, pač pa sta jo povišala za nadstropje ter si zamislila enotno neorenesančno fasado z visoko dvokapnico, krito z macesnovimi skodlami. Edini okras stavbe je bila jasna ločitev pritličja od nadstropij, izstopajoče kasete pod okni v prvem nadstropju, vogalni pilastri ter monumentalen balkonski portik z ločnim portalom z dvokrilnimi vrati, nad katerimi so bifore v vsakem nadstropju zrcalno delile stavbo. Vratni in okenski okvirji naj bi bili iz peračiškega tufa. Hotel naj bi imel 110 ležišč: v podolžnem delu manjše s pogledom na jezero, prečno pa večje in apartmaje. Streha je bila dograjena do konca leta 1941, potem pa so dela zastala.

## Vila Bled
Nova jugoslovanska oblast je nedokončano stavbo namenila za protokolarno rabo, zato je Mačkov pomočnik, arhitekt Marjan Tepina, že pred nacionalizacijo vseh 39 parcel nekdanjega kraljevega zemljišča 1947 izrisal načrte za njeno prenovo. Maček je nadaljnje načrte verjetno poveril arhitektu Vinku Glanzu; ta je decembra 1946 po naročilu ministrstva odšel v Beograd, da načrte osebno predstavi Titu. Vodstvo je bilo zadovoljno, Tito je odredil, naj se dela nemudoma začno, saj naj bi jih končali do poletja 1947, ko je bil napovedan obisk bolgarskega ministrskega predsednika Georgija Dimitrova. Za izvajalca del je bilo določeno gradbeno podjetje Gradis, ki je svoje ime pustilo v tlaku terase. Dela so bila najobsežnejša spomladi 1947: takrat je delalo ok. 350 delavcev (od tega 300 Nemcev, vojnih ujetnikov, ki so pogosto prebegali z gradbišča) po 12 ur na dan in tako stavbo okvirno dokončali v roku. 13. julija 1947 so priredili likof za 1200 v gradnji sodelujočih oseb. Še vsaj okoli poldrugo leto so urejali okolico vile, brežine in jezersko obrežje, sprehajalne poti, dogradili paviljon Belvedere, Cvetlični paviljon (kotlovnico z rastlinjakom) ter postavili okoli kilometer dolg zid okoli posestva s stražarnico ob vhodu. Vhod na posestvo sledi klasičnim vzorom, klesanci iz arkade pa so prevladujoč element tudi v zidu. Sprehajalne poti so bile urejene po Plečnikovi predlogi, njegove nastavke za novi dvorec pa so smiselno uporabili pri nadaljnjem načrtovanju, med drugim so nekatere arkade zastrli z rešetkami in tako pridobili kletke za divje živali, ki so jih občasno izpustili, da so se prosto gibale po posestvu, Glanz je tudi dozidal ograjo Plečnikove arkadne poti . Poleg tega so odkupili bližnje vile, da bi v njih lahko namestili goste: posest so razširili z vilo Mirni dol, vilo Kajtimar (to so kasneje porušili) in vilo Draga.

### Opis
Arhitekt Glanz je za osrednjo stavbo predlagal več različic, z ohranjeno strmo, položno ali ravno streho, vsem pa je povišal rustični pas ter dodal obhodne arkade. Vodstvo je strma lesena streha preveč spominjala na okupatorja, zato so si zaželeli ravno streho. Glanz je stavbo obdal s teraso na arkadah, obloženih z grobim lomljencem. Z dvema rustikalnima slopoma in kamnitim obokom je poudaril vhod, iz varnostnih razlogov pa zazidal krajna okna in na obeh straneh dozidal pritlični garaži, na katerih je uredil teraso, povezano z arkadnim obhodom. S tem je dobil monumentalen videz pročelja, ki pa ni povsem simetrično, saj je sevevzhodni del, namenjen Titu, za okno širši od jugovzhodnega. Pogled poudarja širok strešni napušč ter vodoravne rustikalne proge v prvem nadstropju. Okenski okvirji so preprosti, oglati in svetli, nad vhodom pa je ohranjen motiv bifore. Pri notranji razporeditvi prostorov je Glanz sledil Tepini: v pritličje podolžnega krila je umeščena restavracija z izhodom na teraso (na atrij, ki ga zamejujejo arkade) in stopniščem proti jezeru, v prvem nadstropju se nahaja velika koncertna dvorana ter manjše sobe za varnostnike in spremstvo, v prečnih krilih pa so večje sobe in apartmaji za goste. Severovzhodni del je bil namenjen izključno predsedniku Titu in je bil iz varnostnih razlogov povsem ločen od preostale stavbe, z lastnim dvigalom in lesenim povezovalnim stopniščem: v pritličju je bila garaža, nad njo konferenčna dvorana z izhodom na teraso, v drugem nadstropju pisarna s sprejemnico in jedilnica, v tretjem pa bivalni prostori, namreč trisobni apartma (dnevni prostor, pisarna z garderobo, spalnica, kopalnica) za Tita in dvosobni za njegovo ženo Jovanko, ob katerem je bila še soba za telesnega stražarja. Tla in stene so prekrite z različnim kamninami iz nekdanje Jugoslavije: največ je svetlega istrskega kamna iz Kanfanarja, okvirji vrat in stene vhodne avle pa so iz črnega podpeškega apnenca; reprezentančno stopnišče je iz svetlega braškega kamna, tla iz rožnatega hotaveljskega kamna, v pritličju so oblagali z rjavkastim apnencem z Drenovega Griča. Posebej izbrana so svetila: v veži in v predsednikovem apartmaju se nahajajo kristalni lestenci, v dvorani kandelabri in posebne, v pasovih razvrščena "kapničasta" svetila kvadratnega profila, iz belega in oranžnega stekla. Grelna telesa so zakrivale umetne mreže, izdelki kovačev iz Krope. Namestili so več preprog, satenastih in žametnih zaves ter mešanico modernega in stilnega pohištva (za Titovo pisarno npr. neobaročno garnituro).

### Likovna oprema
Vodstvo si je za osrednjo dvorano zamislilo veličastno 52-metrsko fresko ter jo naročilo pri Slavku Pengovu. Motivi freske so: bombardiranje Beograda 6. aprila 1943, bitka pri Neretvi, bitka pri Sutjeski, proslavljanje zmage pod cvetočo češnjo maja 1945 ter zastavonoša, ki vodi povojno izgradnjo domovine. Poudarjena je medsebojna pomoč, tovarištvo in sloga med partizani. Upodobljenci so vedri, zdravi in polni zanosa, njihove obleke so čiste in urejene. Narodna in verska pripadnost je le obrobno nakazana, ni pa prezrta, npr. z obutvijo (opanke) ali podobami pokrajine v ozadju (minaret). Pogled pritegne zlasti zastavonoša, podoba zdrave matere z detetom na rami, ki v levici dviguje jugoslovansko zastavo. V podobi je združen motiv sv. Krištofa z Jezusom na rami in Svobode po znanem Delacroixovem platnu Svoboda vodi ljudstvo. Gre za poosebljenje Jugoslavije ter globoko simbolno sporočilo. Podobe je Pengov ujel po znancih, študentih, sorodnikih in tudi gradbenih delavcih - med drugimi so mu pozirali kipar Drago Tršar, nečakinja Nives Kalin in pomočnik Tone Žnidaršič. Pengov s fresko ni bil zadovoljen in v svoj dnevnik je napisal, da bi jo, če bi jo mogel, naslikal še enkrat. Razlogov za to je bilo več: zaradi časovne stiske je slikal v neprimernem času, jeseni in pozimi (zaradi vlage in nizkih temperatur se je barva e počasi sušila), delal je ob umetni luči, kakovost pigmentov je bila slaba, zlasti zelena je močno posvetlila, naročnik mu je odredil umirjene barvne tone, kar ni bilo značilno za njegov slog.   Belvedere krasi mozaični friz po predlogi Slavka Pengova. Prikazuje motive iz delavskega vsakdana, kmete z žitnimi snopi, dečka, ki sadi drevo; zastopana sta oba spola. Nad vrati sta vrč z grozdjem in kitaro. Vse to odraža cilje Jugoslavije, da enako obravnava moške in ženske, da bo socializem trajna in stabilna družba, ki bo omogočila tudi kulturno udejstvovanje in obilje. Mozaike je izdelal Alfio Tambosso - Ultra s pomočniki, med njimi je bil tudi njegov brat. Poleg friza so izdelali še mozaični tlak na terasi Belvedera (motivi domačih in eksotičnih živali), mozaike z motivom Meduze na klubskih mizicah, Pegaza in Eola v koncertni dvorani ter mozaike v rastlinjaku po partizanskih predlogah Đorđa Andrejevića Kuna (Partizanski delavec in kmet; Partizanska družina, Partizan - Striček Vule, Partizanček - Kurir Jovica).  Bronasti kipi so stali na izpostavljenih mestih do velike dvorane: skupina Na čelu brigade (Boris Kalin), Žanjica in Partizan (Zdenko Kalin), Bombašica (Karel Putrih). Od kipov z ne-partizansko tematike sta bila tu vsaj dva akta - različica Pastirčka (Zdenko Kalin) in marmornati ženski akt Jutro (Boris Kalin), ki je bil nagrajen s Prešernovo nagrado. Na terasi sta stali statui  Partizanska družina (Božo Pengov) in Bombaš (Vanja Radauš), povzet po različici v zemunskem mestnem parku.

### Cvetlični paviljon
Glanz je 1948 v bližini vile zgradil Cvetlični paviljon. Spodaj je bila kotlovnica in sobe za kuhinjsko in stražno osebje, zgoraj pa steklen rastlinjak, ki ga je grel topel zrak iz spodnje etaže. Sam rastlinjak je pregrajen s stebri, tako da je del namenjen gostinski dejavnosti, po veznem stopnišču do sob spodaj pa je mogoč dostop na vrt. Glavno fasado krasita cementna reliefa Karla Putriha Kmetijstvo in Gradbeništvo.

### Paviljon Belvedere
Glanz je izkoristil Plečnikove podporne stebre, da bi na njih zgradil razglednik, ki bi hkrati služil kot poletna čajnica in zajtrkovalnica. Ohranjeni so načrti za dve različici: z ločnim zaključkom pilotov in z ravno preklado. Izvedena je bila slednja, ki po preprostosti volumna ter rustičnem plašču iz klesancev spominja na Plečnikov načrt Blejskega gradu. Podporni slopi so povišani; fasado razglednika ob straneh med okni uokvirjajo po štirje polstebri, na jezersko lice pa šest stebrov na balkonu in štirje v notranjosti, za lesenim predeljen z okni. Nad njimi je izstopajoč napušč. Na tretjini iz hriba izstopajoče globine je stavba podprta z dodatnimi slopi. Poleg osrednjega velikega salona z lesenim opažem in mozaičnim frizom ter izhodom na teraso so zadaj še manjša soba za lovske trofeje in kuhinja. Salon je širok za dvoje oken.

## Hotel Vila Bled
Leta 1962 so lastništvo vile prenesli z državne na republiško raven. Ker je Tito vse redkeje obiskoval, so jo namenili kulturno-umetniškemu programu za glasbene, gledališke in likovne dogodke ter tako odprli javnosti. Na predlog Zorana Kržišnika, takratnega direktorja Moderne galerije, so v njej prirejali likovne razstave, npr. pregled ljubljanskega grafičnega bienala. V parku so želeli postaviti galerijo na prostem in v garažah urediti ateljeje, s čimer bi Vila Bled postala pomembno likovno središče, vendar je vlada leta 1973 stavbo oddala podizvajalcem. Trgovsko podjetje Emona je v njej odprlo hotel ter narodno restavracijo. Po treh letih je vlada spet prevzela stavbo ter jo občasno uporabljala za reprezentanco. 1984 je svet Socialistične republike Slovenije vilo za 30 let izročil v upravo Hotelskemu turističnemu podjetju Bled oz. Grand hotelu Toplice, ki je stavbo dokončno preuredil v hotel: prebil je stene Titovega apartmaja, odstranil leseno stopnišče, Titovo pisarno in jedilnico preuredil v apartma, pisarniško pohištvo, preproge in druge dragocenosti pa so prenesli na Brdo pri Kranju, od države pa so odkupili porcelan, kristal in srebrnino z vgraviranim monogramom VB (Vila Bled). Tudi kiparsko okrasje je bilo že prej premeščeno v park gradu Brdo pri Kranju, razen Radauševega in Pengovovega kipa, ki sta bila postavljena pred vojaški objekt v Poljčah pri Begunjah. V pritlični garaži so po načrtih arhitekta Boštjana Hafnerja uredili bar, ki je po črnem pohištvu in paličnem stenskem ogrodju dobil ime Črni salon. Salon odlikujejo svetli usnjeni fotelji in zlati poudarki (medeninaste svetilke). Ker je vila ostala brez nekdanje likovne opreme, jo je z grafikami, olji in akrili pomembnih sodobnih slovenskih umetnikov (Jože Ciuha, Janez Bernik, Lojze Spacal, France Mihelič idr.) na novo opremil Zoran Kržišnik, ob pomoči Maruše Stupice.  1986 je bila Vila Bled kot prvi hotel iz katere socialističnih držav sprejet v skupino luksuznih hotelov Relais & Châteaux in je veljal za najprestižnejšega v Sloveniji (4 zvezdice, 31 sob in apartmajev), Vendar mu za dosego petih zvezdic manjka bazen, zato so 1989 predlagali izgradnjo bazena v Cvetličnem paviljonu, ki bi ga z vilo povezali s podzemnim hodnikom. Leta 2003 so predlagali, da bi Cvetlični paviljon preuredili v igralnico, bazen pa postavili v atriju. Nekateri so predlagali povišanje vile za nadstropje ter zasteklitev atrija. Nič od tega ni bilo izvedeno, deloma zaradi ugovora spomeniškovarstvene stroke, deloma pa zaradi pomanjkanja sredstev.  Leta 2004 je hotel začela upravljati družba Sava d.d. S prenovo je vili povrnila pristnejši, bolj izvoren videz: odstranili so opremo z Brionov, naknadno nameščene tapisone in opaže. Ohranjeno opremo so restavrirali ter jih postavili v prostore, kamor je bila namenjena. Z Brda in dvorca Strmol so prenesli nazaj Titovo pisarno ter jo razstavili ob hotelski recepciji, skupaj s Titovim portretom Gojmirja Antona Kosa. Nekdanjo garažo so preuredili v sprostitveni in lepotilni prostor. Leta 2008 je vilo od države najelo nepremičninsko podjetje Condor Real, del Sportine, ki je napovedalo korenito prenovo, a zaradi finančnih težav leta 2010 odstopilo od 50-letne pogodbe, pri čemer pa so odnesli ves od Save odkupljen inventar.  Leta 2012 se je Sportina dokončno umaknila, tedaj so zaprli tudi restavracijo, ki jo je vodil Igor Jagodic. Slovenska vlada je Vilo Bled predala v upravljanju Javnega gospodarskega zavoda Brdo, Protokolarne storitve Republike Slovenije, ki je vilo junija 2013 spet odprlo za turistično dejavnost.

## Zanimivosti
- Nekaj kosov pohištva naj bi (baje) za Vilo Bled izdelal Ivan Maček - Matija sam.
- Kim Il Sung naj bi bil nad vilo tako navdušen, da mu je Tito dovolil odnesti pohištvo iz spalnice, kjer je prenočeval. Ko so Titu povedali, da Kim Il Sung svojemu osebju naroča, kaj odnesti iz vile, naj bi odvrnil »Neka nosi, samo da ide!«
- Slavni gostje hotela so bili: češkoslovaški predsednik Václav Havel, Otto von Habsburg, princ Charles, španski kralj Juan Carlos, glasbenik Paul McCartney, košarkar Scottie Pippen ...